# Avenida Pequeno Príncipe
A Avenida Pequeno Princípe é uma avenida de Florianópolis, Santa Catarina, localizada no bairro Campeche. É uma das principais vias do bairro. O nome da rua é uma referência a famosa obra do aviador e escritor Antoine de Saint-Exupery, que passou pela região na primeira parte do século XX.

## Histórico
Na região do Campeche havia um campo de aviação no início do século XX, que ocasionalmente foi substituído pelo atual Aeroporto de Florianópolis. Entre outros aviadores, era ponto de parada para os pilotos do Latécoère, posteriormente chamada Aéropostale e depois Air France, que usavam o Campeche como escala entre Paris e Buenos Aires. Um desses pilotos foi Antoine de Saint Exupery, cuja presença por pelo menos três vezes na ilha de Santa Catarina o tornaram um personagem da cultura local.
O forte apelo folclórico da passagem de Saint-Exupery na ilha originou o nome da avenida, que leva o nome do livro que tornou o piloto, que também era escritor, famoso no mundo todo: O Pequeno Príncipe.

## Características
A Avenida de cerca de 3 quilometros atravessa o bairro Campeche no sentido Noroeste-Sudeste, ligando a SC-405 a praia do Campeche e a Avenida Campeche. Concentra comércio e serviços que atendem a região, sendo considerada uma centralidade do Sul da Ilha. A via possui duas faixas em sentidos opostos, um acostamento que serve de estacionamento e uma ciclofaixa. Na avenida ficará o parque que será feito na área do antigo campo de aviação, área tombada que hoje é praticamente vazia.